# Gakunan Densha
La Gakunan Densha (岳南電車?, Treno Gakunan) è un operatore ferroviario giapponese che gestisce una linea ferroviaria nella città di Fuji, nella prefettura di Shizuoka. È stata fondata nel 2013, scorporando la divisione ferroviaria della Ferrovie Gakunan ed è una filiale del gruppo Fuji Kyūkō.

## Storia
Il 5 agosto 1936 il Gruppo Nissan aprì un raccordo ferroviario che si diramava dalla stazione di Yoshiwara alla vicina zona industriale. L'ulteriore espansione pianificata fu annullata a causa della Guerra del Pacifico e la licenza inutilizzata fu acquistata nel 1948 dalla neonata compagnia Ferrovie Gakunan (岳南鉄道?, Gakunan Tetsudō) fondata come filiale della compagnia ferroviaria Izuhakone. Questa nuova società espanse gradualmente il raccordo trasformandolo in una vera e propria linea ferroviaria e la estese fino a Yoshiwara-honchō il 18 novembre 1949. L'estensione a Hon-Yoshiwara seguì il 18 aprile 1950, a Gakunan-Fujioka il 20 dicembre 1951 e infine a Gakunan-Enoo il 20 gennaio 1953, l'attuale linea Gakunan.
Il 1° giugno 1957 Ferrovie Gakunan diventa di proprietà del gruppo Fuji Kyūkō. Questa società inizialmente prevedeva di continuare a costruire in direzione di Numazu, ma abbandonò il progetto e lasciò scadere la licenza corrispondente. Il 10 settembre 1969 la tensione elettrica fu aumentata da 600 V a 1500 V, rendendola compatibile con la linea principale Tōkaidō. Dal 1° febbraio 1984, i treni merci circolavano solo fino a Sudo e il 17 marzo 2012 Ferrovie Gakunan interruppe completamente il traffico merci. A causa della graduale interruzione del trasporto merci su rotaia, dal 2002 le entrate sulla linea Gakunan sono crollate, di conseguenza, la Ferrovie Gakunan ha deciso di esternalizzare il trasporto ferroviario rimanente alla sua controllata Treno elettrico Gakunan il 1° aprile 2013.

## Linee ferroviarie
La società gestisce una sola linea ferroviaria.
- Linea Gakunan (岳南線?): Yoshiwara - Gakunan-Enoo (9,2 km, 10 stazioni)

## Materiale rotabile
Dai tempi della Ferrovie Gakunan, la flotta di treni e locomotive elettriche è costituita da materiale rotabile acquistato da altre società. A causa del rapido calo del traffico, la flotta, che nel 1981 contava 12 treni elettrici e sette locomotive elettriche, è stata ridotta a cinque treni elettrici e una locomotiva elettrica (sospesa) nell'aprile 2015.

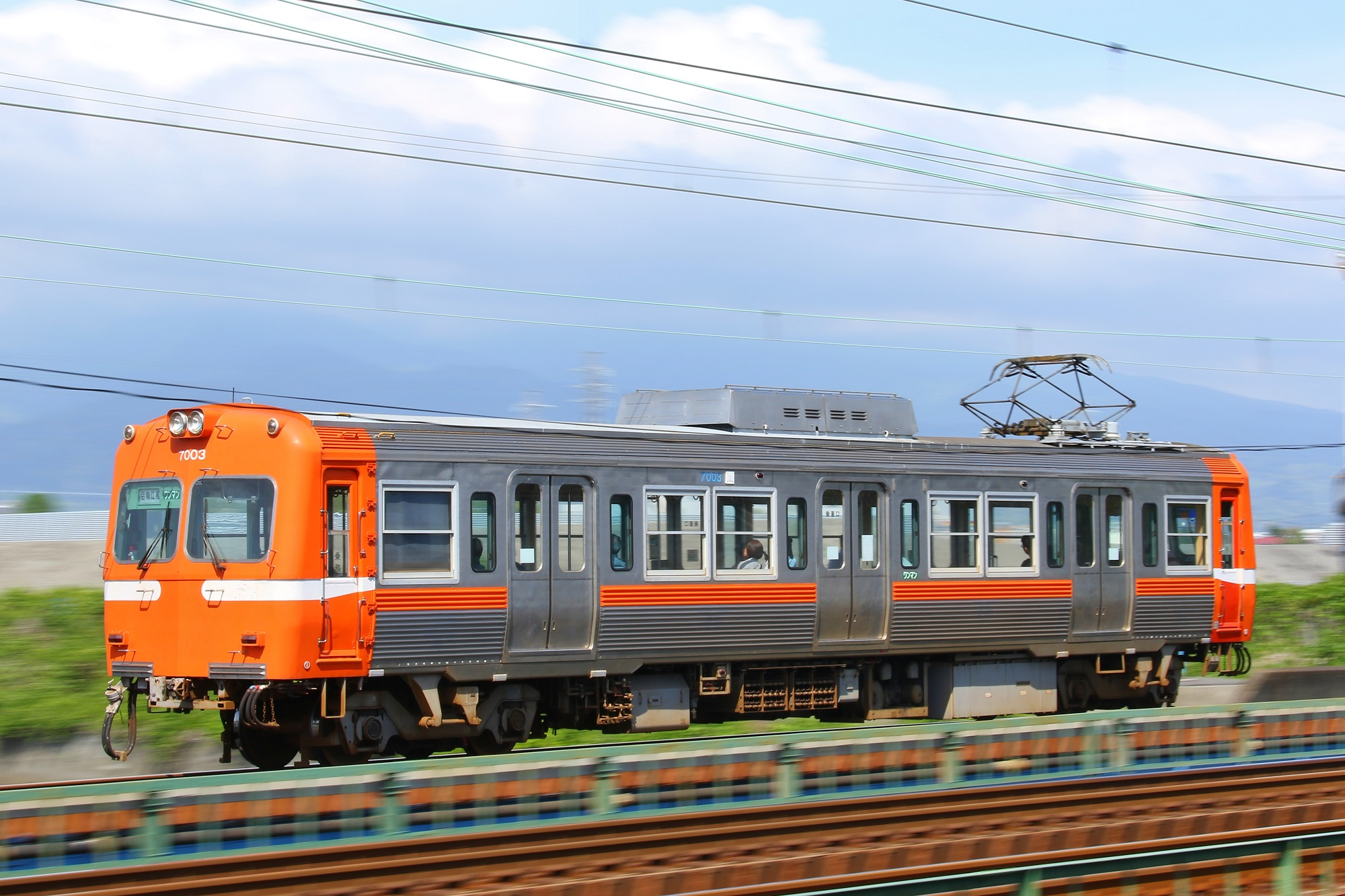
Serie 7000
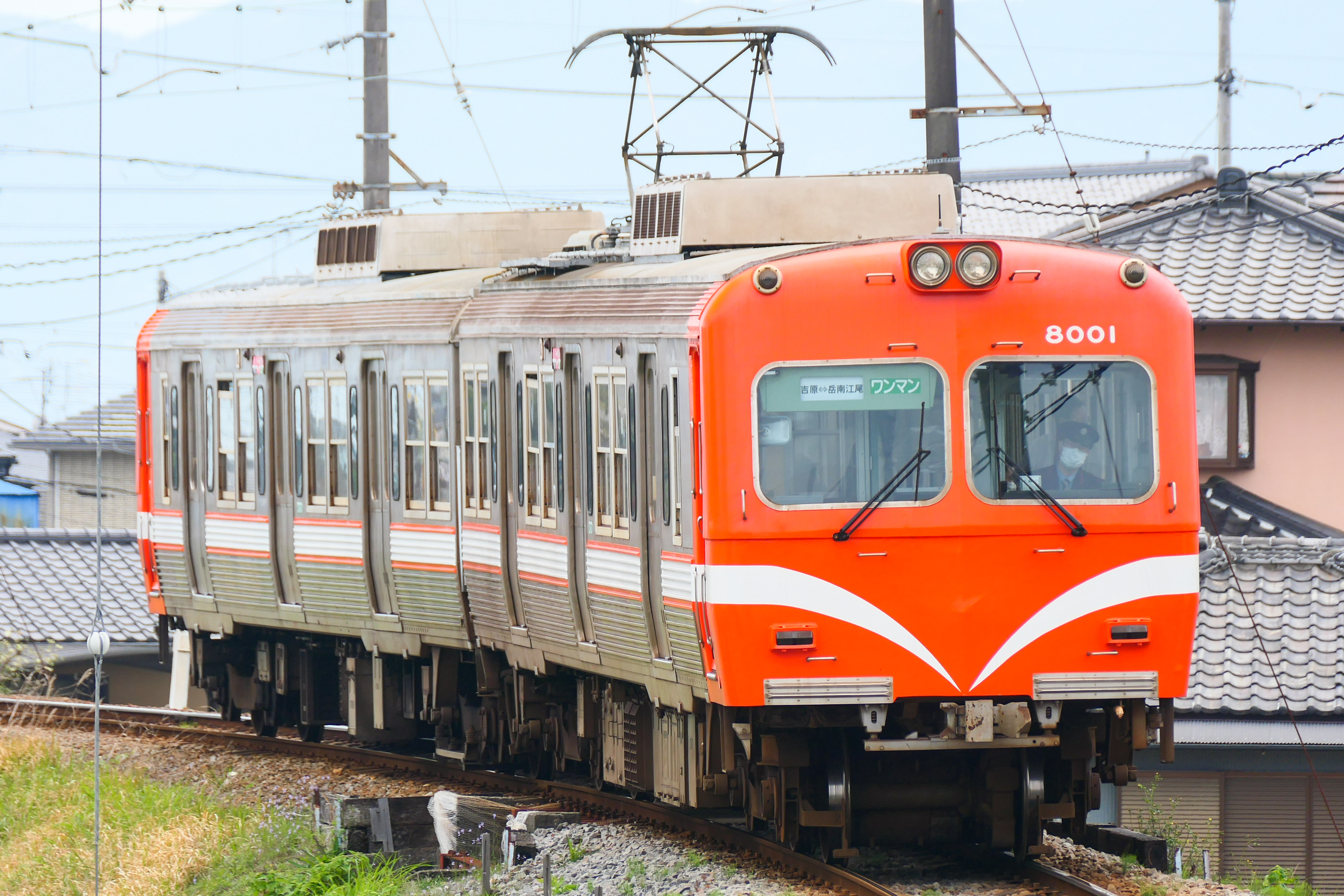
Serie 8000
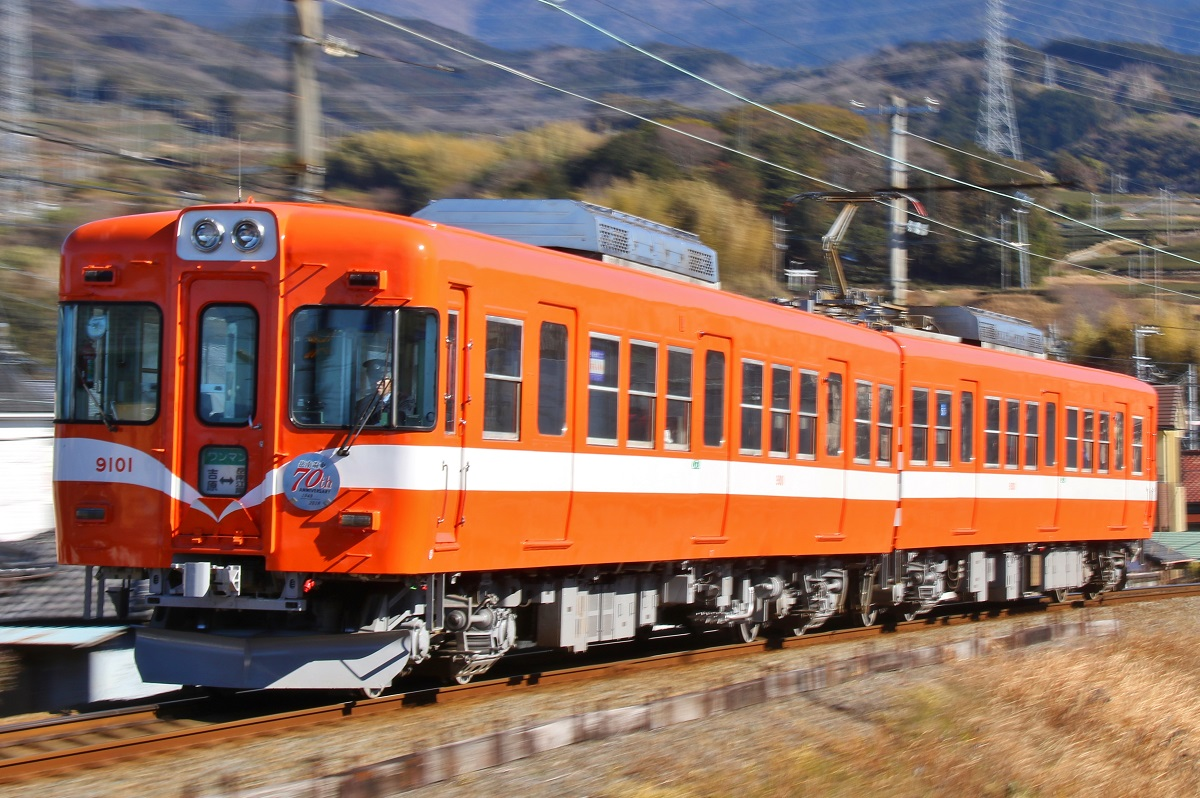
Serie 9000

- Serie 7000
- Serie 8000
- Serie 9000